# Tornolo
Tornolo é uma comuna italiana da região da Emília-Romanha, província de Parma, com cerca de 1.290 habitantes. Estende-se por uma área de 69 km², tendo uma densidade populacional de 19 hab/km². Faz fronteira com Albareto, Bedonia, Borzonasca (GE), Compiano, Mezzanego (GE), Santo Stefano d'Aveto (GE), Varese Ligure (SP).

## Demografia
| Variação demográfica do município entre 1861 e 2011                               |
|                                                                                   |
| Fonte: Istituto Nazionale di Statistica (ISTAT) - Elaboração gráfica da Wikipedia |